# 临陂站
臨陂站（：／ Impi yeok */?）是長項線沿線的一座鐵路車站，位於韓國全羅北道群山市臨陂面，已於2020年關閉。

## 历史
- 1924年6月1日 - 落成使用。

## 相鄰車站
韩国铁道公社
长项线
大野－臨陂－五山里